# Liste des villes jumelées des Philippines
 (décembre 2016).

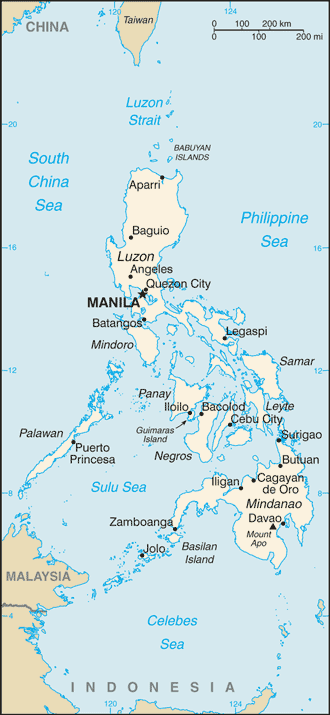
Carte des Philippines.

Ceci est une Liste des villes jumelées des Philippines ayant des liens permanents avec des communautés locales dans d'autres pays. Dans la plupart des cas, en particulier quand elle officialisée par le gouvernement local, l'association est connue comme "jumelage" (même si d'autres termes, tels que villes partenaires, Sister Cities, ou municipalités de l'amitié sont parfois utilisés). La plupart des endroits sont des villes, mais cette liste comprend aussi des villages, des districts, comtés, etc., avec des liens similaires.

## Sources
- (en) Cet article est partiellement ou en totalité issu de l’article de Wikipédia en anglais intitulé « List of sister cities in the Philippines » (voir la liste des auteurs).